# Norra Kniptjärnen
Norra Kniptjärnen är en sjö i Malung-Sälens kommun i Dalarna och ingår i Dalälvens huvudavrinningsområde.